# Station Tondu
Tondu is een spoorwegstation van National Rail in Bridgend in Wales. Het station is eigendom van Network Rail en wordt beheerd door Transport for Wales.

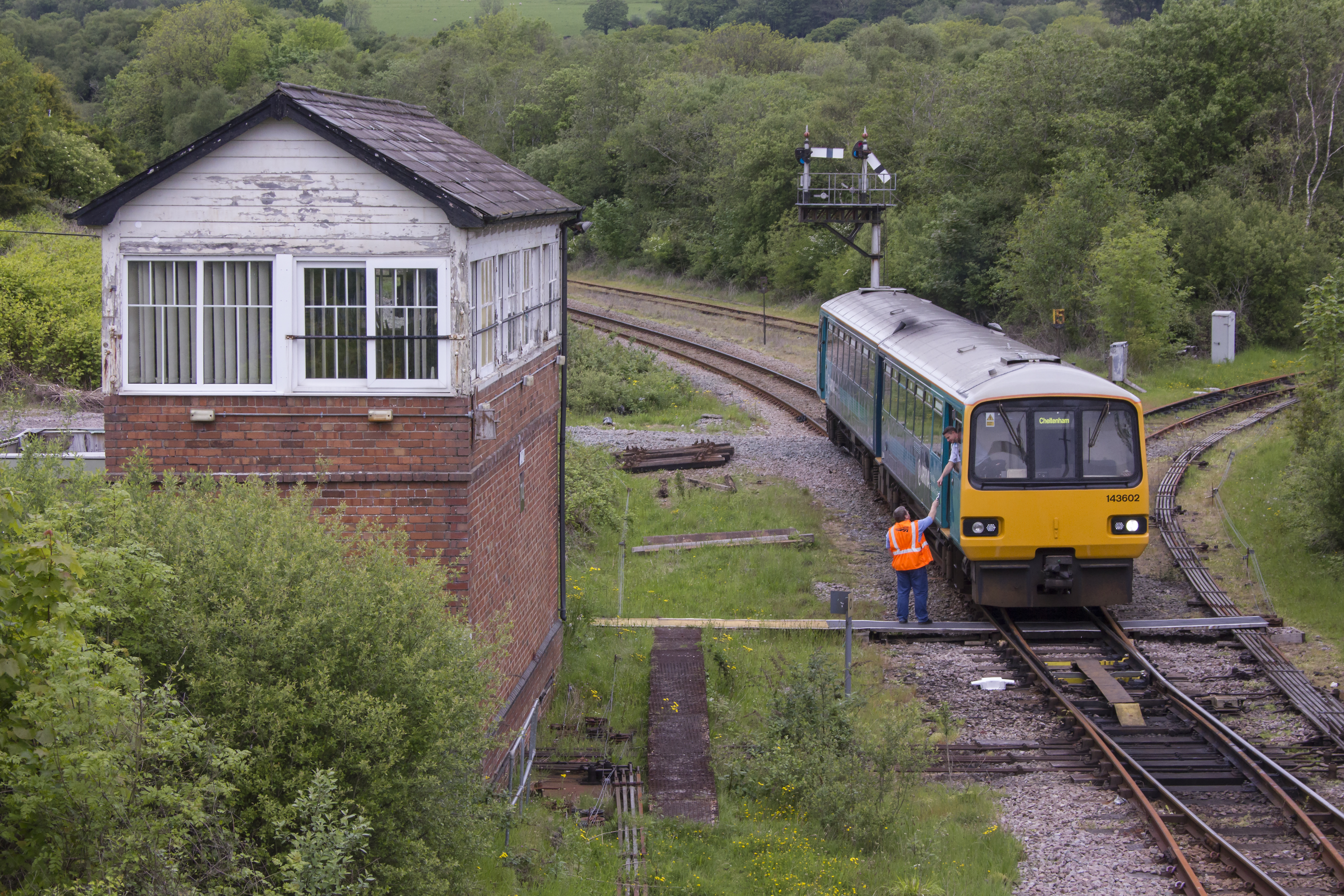
Uitwisseling van single line token